# Quốc hội Ấn Độ
Quốc hội Ấn Độ (Bhāratīya Sansad) là cơ quan lập pháp lưỡng viện của Ấn Độ, gồm Viện Liên bang là thượng viện, Viện Nhân dân là hạ viện và tổng thống Ấn Độ. Tổng thống quyết định triệu tập, tạm ngừng kỳ họp Quốc hội và giải tán Viện Nhân dân theo đề nghị của thủ tướng Ấn Độ và Nội các Ấn Độ.
Nghị sĩ Viện Nhân dân được bầu trực tiếp theo đầu phiếu đa số tương đối, nghị sĩ Viện Liên bang được các hội đồng lập pháp các bang bầu ra theo đại diện tỷ lệ. Hiến pháp Ấn Độ quy định Viện Nhân dân có tối đa 550 nghị sĩ, Viện Liên bang có tối đa 250 nghị sĩ trong đó 12 nghị sĩ được tổng thống bổ nhiệm. Quốc hội họp ở Nhà Quốc hội tại New Delhi. Quốc hội Ấn Độ là cơ quan đại biểu của số lượng cử tri lớn nhất thế giới, đại diện cho 912 triệu cử tri vào năm 2019.

## Lịch sử
Trong thời kỳ thuộc Anh, cơ quan lập pháp của Ấn Độ là Hội đồng Lập pháp Hoàng gia, được thành lập vào năm 1861. Hội đồng Lập pháp Hoàng gia bị giải tán sau khi Ấn Độ giành được độc lập vào năm 1947. Quốc hội lập hiến được thành lập với nhiệm vụ soạn thảo Hiến pháp Ấn Độ. Năm 1950, Hiến pháp Ấn Độ có hiệu lực, chính thức thành lập Quốc hội Ấn Độ.

## Trụ sở

### Nhà Quốc hội cũ
Nhà Quốc hội Cũ tại New Delhi do Edwin Lutyens và Herbert Baker thiết kế, nguyên là trụ sở của Hội đồng Lập pháp Hoàng gia và Viện phiên vương. Việc thi công tòa nhà mất sáu năm với chi phí xây dựng là 8,3 triệu rupee Ấn Độ (tương đương 99.000 đô la Mỹ). Toàn quyền Ấn Độ Edward Wood khánh thành tòa nhà vào ngày 18 tháng 1 năm 1927.
Nhà Quốc hội Cũ cao 21 mét, có đường kính 170 mét với diện tích 2,29 hecta. Trung tâm của tòa nhà là Đại sảnh Trung tâm hình tròn, có mái vòm với đường kính 98 mét, gồm hội trường Viện Nhân dân, Viện Liên bang và thư viện. Xung quanh Đại sảnh Trung tâm là một cấu trúc bốn tầng hình tròn gồm nơi làm việc của các nghị sĩ Quốc hội, các ủy ban của Quốc hội, văn phòng Ban Thư ký Viện Nhân dân và Viện Liên bang, những văn phòng khác và trụ sở Bộ Quan hệ Quốc hội.
Nhà Quốc hội Cũ đã chứng kiến những sự kiện quan trọng trong lịch sử Ấn Độ. Bản gốc củaHiến pháp Ấn Độ được đặt tại Nhà Quốc hội Cũ. Từ năm 1946 đến năm 1950, Nhà Quốc hội Cũ là trụ sở của Quốc hội lập hiến.

### Nhà Quốc hội mới
Nhà Quốc hội Mới được khánh thành vào ngày 28 tháng 5 năm 2023. Sở dĩ phải xây trụ sở mới là vì Nhà Quốc hội Cũ 85 tuổi, không đủ diện tích cho các nghị sĩ Quốc hội, nhân viên của họ và không bảo đảm an toàn kết cấu. Ngoài ra, tòa nhà cũng có giá trị di sản nên phải được bảo tồn.
Nhà Quốc hội mới có hình tam giác với tổng diện tích 65.000 mét vuông, gồm hội trường Viện Nhân dân với 888 ghế và hội trường Viện Liên bang với 342 ghế. Hội trường Viện Nhân dân có thể chứa tối đa 1.272 người khi Quốc hội họp lưỡng viện. Thiết kế hội trường Viện Nhân dân lấy cảm hứng từ con công, là quốc điểu của Ấn Độ, trong khi hội trường Viện Liên bang lấy cảm hứng từ hoa sen, là quốc hoa của Ấn Độ.
Thủ tướng Narendra Modi đặt viên đá đầu tiên của Nhà Quốc hội Mới vào ngày 10 tháng 12 năm 2020. Chi phí xây dựng của trụ sở mới là 9,71 tỷ rupee Ấn Độ (tương đương 116 triệu đô la Mỹ). Nhà Quốc hội Mới được khánh thành vào năm 2023.
Quốc hội họp lần đầu tiên tại trụ sở mới vào ngày 19 tháng 9 năm 2023.

## Cơ cấu tổ chức
Quốc hội Ấn Độ gồm Viện Nhân dân, Viện Liên bang và tổng thống.

### Tổng thống
Tổng thống là một bộ phận của Quốc hội. Tổng thống do một đại cử tri đoàn gồm các nghị sĩ Quốc hội và các nghị sĩ hội đồng lập pháp các bang bầu ra. Nhiệm kỳ của tổng thống là năm năm. Tổng thống quyết định triệu tập và tạm ngừng kỳ họp Quốc hội, giải tán Viện Nhân dân và công bố luật được Quốc hội thông qua. Tổng thống có quyền đề nghị Quốc hội xem xét lại luật.

### Viện Nhân dân

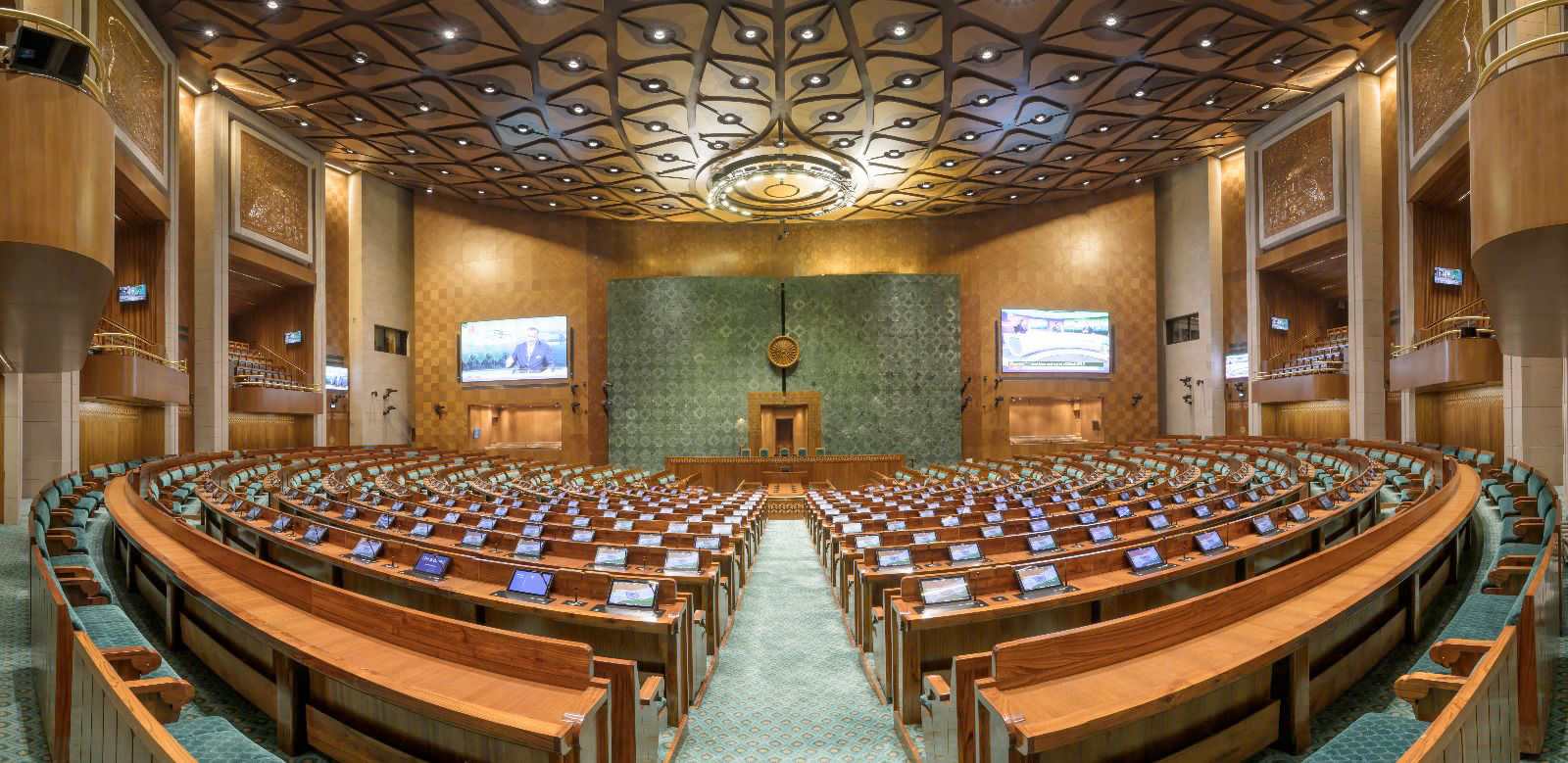
Hội trường Viện Nhân dân

Viện Nhân dân là hạ viện của Quốc hội, gồm 543 hạ nghị sĩ được bầu ra từ các đơn vị bầu cử theo phổ thông đầu phiếu. Từ năm 1953 đến năm 2020, tổng thống bổ nhiệm hai hạ nghị sĩ đại diện cho cộng đồng người Anh-Ấn theo đề nghị của chính phủ Ấn Độ. Hai ghế dành cho người Anh-Ấn bị bãi bỏ vào tháng 1 năm 2020 theo Luật sửa đổi, bổ sung Hiến pháp Ấn Độ thứ 104. Hiến pháp Ấn Độ quy định Viện Nhân dân có tối đa 550 hạ nghị sĩ.
Công dân Ấn Độ đủ 18 tuổi trở lên có quyền bầu cử. Nhiệm kỳ của Viện Nhân dân là năm năm, trừ phi bị giải tán. Công dân đủ 25 tuổi trở lên, không mất trí, không phá sản và không bị án tích có quyền ứng cử vào Viện Nhân dân. Số lượng hạ nghị sĩ của mỗi bang được phân bổ theo dân số của các bang. Trong số 543 hạ nghị sĩ, 84 hạ nghị sĩ được dành riêng cho những đẳng cấp yếu thế, 47 hạ nghị sĩ được dành riêng cho những bộ lạc yếu thế.

### Viện Liên bang

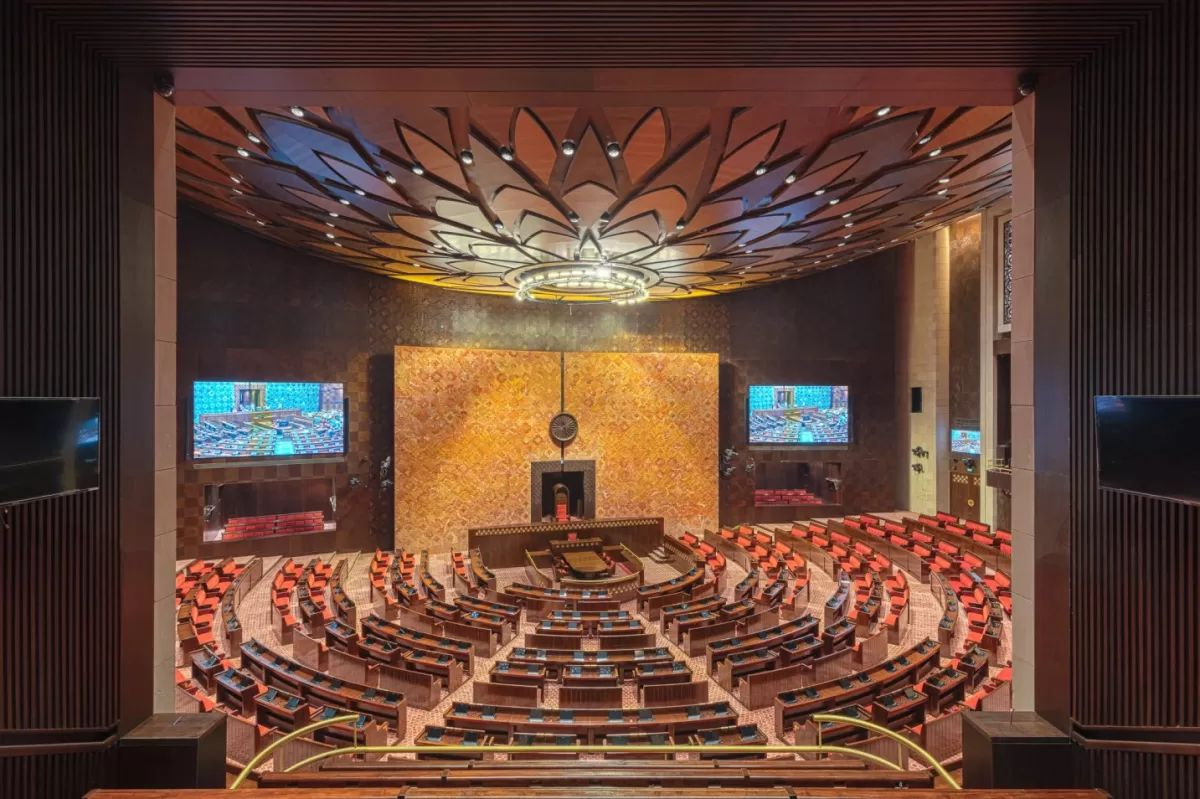
Hội trường Viện Liên bang

Viện Liên bang là thượng viện của Quốc hội, gồm 245 thượng nghị sĩ, trong đó 233 thượng nghị sĩ được các hội đồng lập pháp của các bang và lãnh thổ liên bang của Ấn Độ bầu ra, 12 thượng nghị sĩ được tổng thống bổ nhiệm. Số lượng thượng nghị sĩ của mỗi bang được phân bổ theo dân số của các bang. Nhiệm kỳ của thượng nghị sĩ là sáu năm, cứ hai năm thì bầu ra một phần ba tổng số thượng nghị sĩ. Viện Liên bang không thể bị giải tán. Công dân Ấn Độ 30 tuổi trở lên có quyền ứng cử vào Viện Liên bang.

## Quyền hạn
Là cơ quan lập pháp chính của Ấn Độ, Quốc hội có những quyền hạn sau đây:
- Lập pháp:
  1. Làm luật: Quốc hội có quyền làm luật về những lĩnh vực thuộc thẩm quyền của chính quyền liên bang được liệt kê trong Hiến pháp Ấn Độ. Luật của Quốc hội được tổng thống công bố.
  2. Sửa đổi hiến pháp: Quốc hội có quyền sửa đổi hiến pháp theo đa số đặc biệt.
  3. Quyền hạn không được liệt kê: Quốc hội thực hiện những nhiệm vụ, quyền hạn không được liệt kê thuộc thẩm quyền của chính quyền liên bang hoặc chính quyền các bang.[23]
- Ngân sách:
  1. Quyết định dự toán ngân sách liên bang: Quốc hội xem xét dự toán ngân sách liên bang của chính phủ và quyết định các khoản thu, chi ngân sách nhà nước.
  2. Thuế: Quốc hội có quyền quy định các thứ thuế, bao gồm thuế thu nhập, thuế hải quan, thuế tiêu thụ đặc biệt và thuế hàng hóa và dịch vụ.
  3. Kiểm soát chi ngân sách nhà nước: Quốc hội xem xét các khoản chi ngân sách nhà nước của chính phủ.[24]
- Giám sát chính phủ:
  1. Trách nhiệm giải trình: chính phủ chịu trách nhiệm trước Quốc hội và có trách nhiệm giải trình trước Quốc hội về những chính sách, quyết định của chính phủ.
  2. Bỏ phiếu tín nhiệm: Quốc hội có quyền bỏ phiếu tín nhiệm đối với chính phủ. Trường hợp không được tín nhiệm thì chính phủ phải từ chức.
  3. Chất vấn: nghị sĩ Quốc hội có quyền chất vấn, kiến nghị về hoạt động của chính phủ.[25]
  4. Phiên chất vấn: nghị sĩ Quốc hội có quyền chất vấn thành viên chính phủ tại phiên chất vấn.
  5. Ủy ban: Quốc hội thành lập những ủy ban có nhiệm vụ thẩm tra, giám sát những chính sách, chương trình của chính phủ và việc thi hành chính sách.
  6. Luận tội: Quốc hội có quyền đàn hặc, luận tội tổng thống, phó tổng thống, thẩm phán Tòa án tối cao và thẩm phán Tòa án cấp cao vì vi phạm hiến pháp.[23]

## Kỳ họp
Tổng thống quyết định triệu tập kỳ họp Quốc hội với điều kiện thời gian giữa hai kỳ họp không quá sáu tháng, tức Quốc hội phải họp mỗi năm ít nhất hai kỳ. Thông thường, Quốc hội họp mỗi năm ba kỳ:
- Kỳ họp ngân sách: kỳ họp ngân sách khai mạc vào tháng 2 và bế mạc vào tháng 5, là kỳ họp quan trọng nhất của Quốc hội. Tại kỳ họp ngân sách, Quốc hội thảo luận, tranh luận và quyết định dự toán ngân sách liên bang, chính sách tài khóa của chính phủ.[27]
- Kỳ họp gió mùa: kỳ họp gió mùa khai mạc vào tháng 7 và bế mạc vào tháng 8. Sở dĩ gọi là kỳ họp gió mùa là vì Ấn Độ vào mùa gió mùa vào thời điểm này. Tại kỳ họp gió mùa, Quốc hội tập trung làm luật, thảo luận những vấn đề quan trọng của cả nước và tạo điều kiện cho chính phủ trả lời những câu hỏi của phe đối lập.[27]
- Kỳ họp mùa đông: kỳ họp mùa đông khai mạc vào tháng 11 và bế mạc vào tháng 12, là kỳ họp cuối cùng của Quốc hội. Tại kỳ họp mùa đông, Quốc hội tập trung xem xét, đánh giá chính sách, chương trình của chính phủ.[27]
- Kỳ họp bất thường: trường hợp phải giải quyết những vấn đề khẩn cấp hoặc khủng hoảng thì Quốc hội có thể họp bất thường.[27]

## Đặc quyền của nghị sĩ Quốc hội
Nghị sĩ Quốc hội được hưởng những đặc quyền, quyền miễn trừ để thực hiện nhiệm vụ, quyền hạn của nghị sĩ Quốc hội:
- Quyền tự do ngôn luận: nghị sĩ Quốc hội không chịu trách nhiệm về ngôn luận được phát biểu tại Quốc hội.[29]
- Không bị khởi tố: không được khởi tố hình sự, dân sự nghị sĩ Quốc hội về ngôn luận, hành vi của nghị sĩ Quốc hội tại Quốc hội hoặc ủy ban của Quốc hội.[29]
- Quyền tiếp cận thông tin: nghị sĩ Quốc hội có quyền yêu cầu quan chức, các bộ chính phủ, các cơ quan công quyền cung cấp thông tin, tài liệu.[29]
- Quyền tự điều hành công việc nội bộ: Quốc hội tự ban hành nội quy kỳ họp Quốc hội. Chủ tịch Viện Nhân dân và chủ tịch Viện Liên bang thi hành nội quy kỳ họp, quy trình, thủ tục của Quốc hội.[29]
- Không bị bắt, giam giữ: không được bắt, giam giữ nghị sĩ Quốc hội liên quan đến vụ án dân sự trong thời gian Quốc hội họp.[29]

## Sự cố an ninh

### Vụ tấn công khủng bố 2001
Ngày 13 tháng 12 năm 2001, Quốc hội Ấn Độ bị hai nhóm khủng bố Hồi giáo Lashkar-e-Taiba và Jaish-e-Mohammed tấn công, khiến 14 người tử vong, gồm năm phần tử khủng bố, sáu cảnh sát Delhi, hai nhân viên Cục An ninh Quốc hội và một người làm vườn. Vụ tấn công khủng bố làm tăng căng thẳng giữa Ấn Độ và Pakistan.  

## Hình ảnh

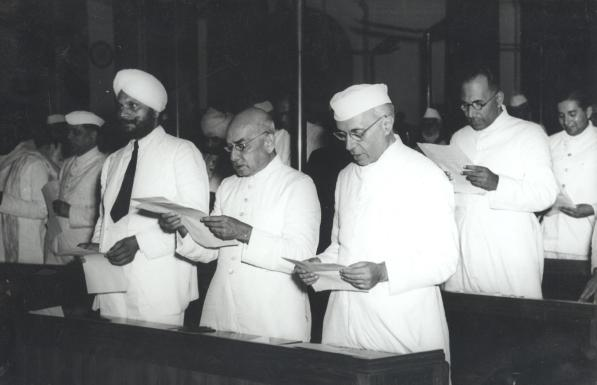
Jawaharlal Nehru và những thành viên khác của Quốc hội lập hiến trong phiên họp nửa đêm vào ngày 14 và 15 tháng 8 năm 1947.
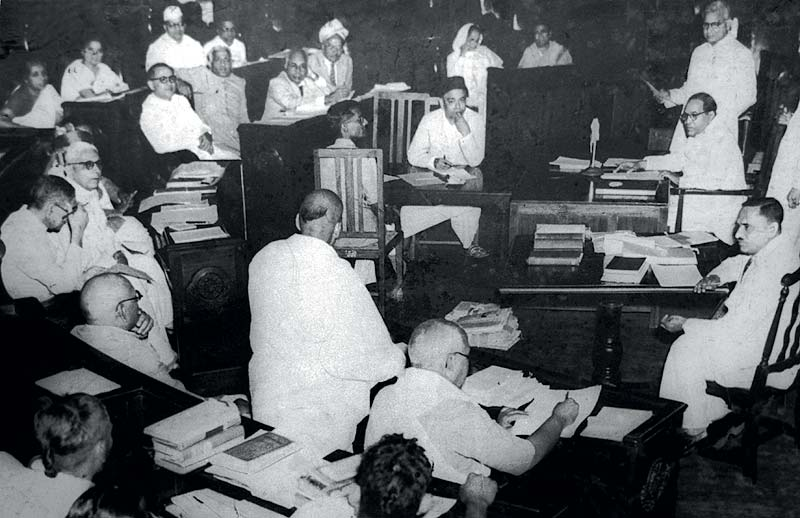
Quốc hội lập hiến Ấn Độ
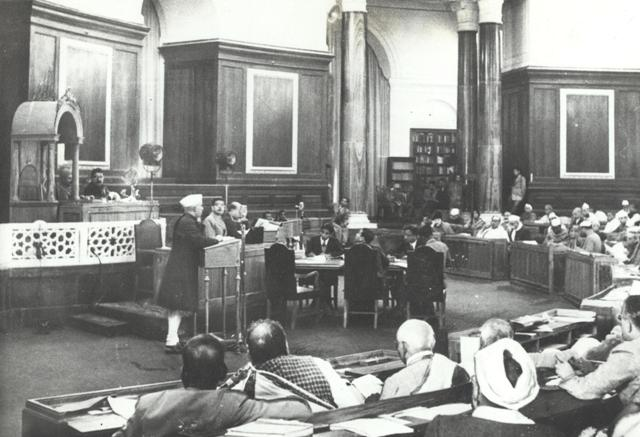
Jawaharlal Nehru phát biểu trước Quốc hội lập hiến vào năm 1946.
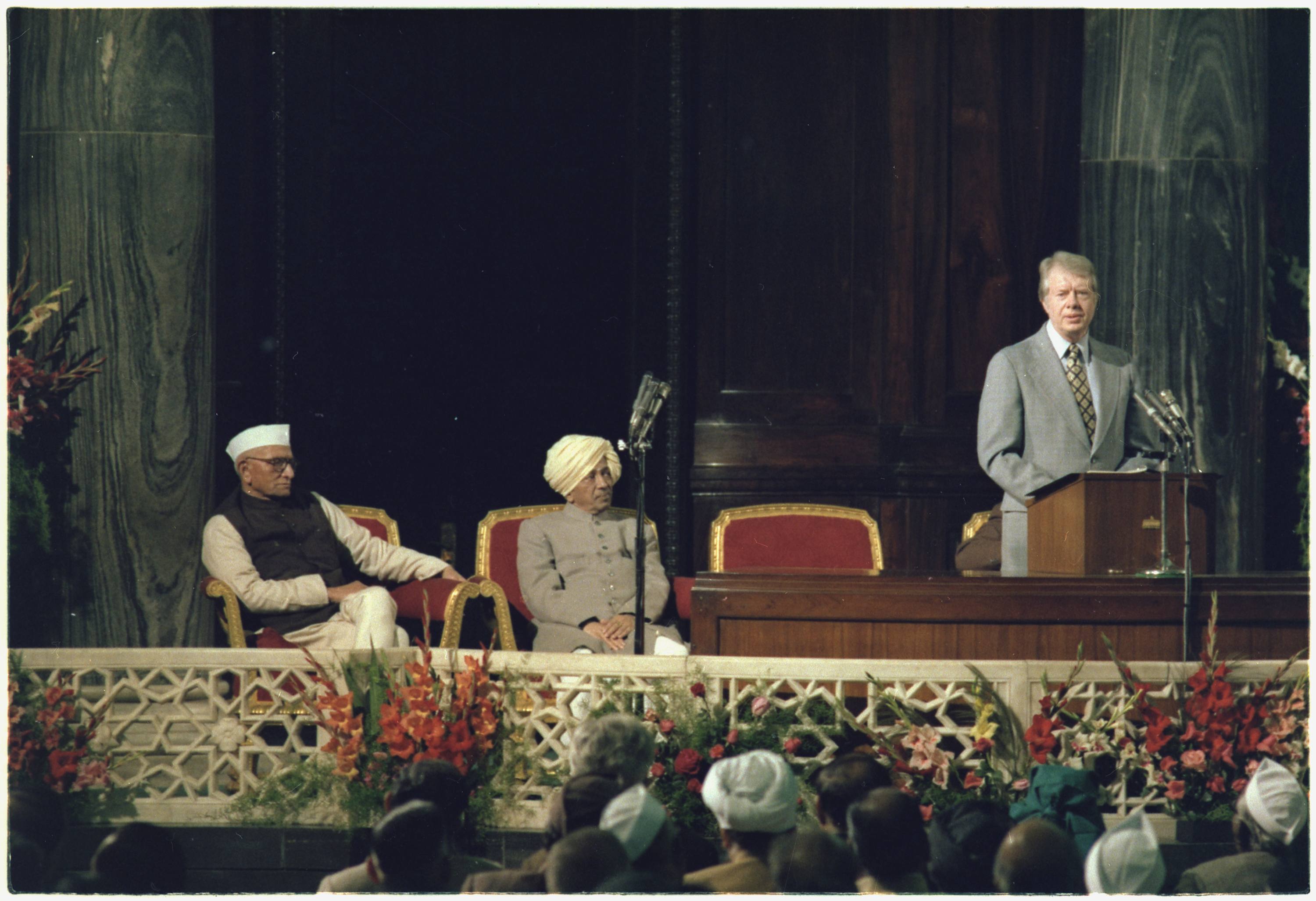
Thủ tướng Ấn Độ Morarji Desai nghe Tổng thống Hoa KỳJimmy Carter phát biểu trước Quốc hội Ấn Độ.